# Special Service Brigade
Special Service Brigade je bila britanska brigada, ki je združevala britanske specialne sile druge svetovne vojne.

## Zgodovina
Brigada je bila ustanovljena leta 1940 in leta 1943 je bila razširjena v Special Service Group.

## Sestava
1940
- Štab
- 1st Special Service Battalion

- 1st Special Service Company
- 2nd Special Service Company

- 2nd Special Service Battalion

- 1st Special Service Company
- 2nd Special Service Company

- 3rd Special Service Battalion

- 1st Special Service Company
- 2nd Special Service Company

- 4th Special Service Battalion

- 1st Special Service Company
- 2nd Special Service Company

- 5th Special Service Battalion

- 1st Special Service Company
- 2nd Special Service Company

1941
- Štab
- No. 1 Commando
- No. 2 Commando
- No. 3 Commando
- No. 4 Commando
- No. 5 Commando
- No. 6 Commando
- No. 9 Commando
- No. 12 Commando
- No. 40 (Royal Marine) Commando
- No. 41 (Royal Marine) Commando
- No. 10 (Inter-Allied) Commando
- No. 14 Commando
- No. 30 Commando
- No. 62 Commando
- Special Boat Service & Combined Operations Assault Pilotage Parties
- Commando Depot Section & Snow Warfare Camp